# Гигант из Кардиффа
Гигант из Кардиффа — одна из самых известных мистификаций современной истории, каменная скульптура человека ростом более 3 метров, выдававшаяся за окаменелые останки реального гиганта.

## История
16 октября 1869 года двое рабочих, Гидеон Эммонс и Генри Николс, работавших на ферме Уильяма Ньюэлла в общине Кардифф (хутор в округе Онондага в штате Нью-Йорк, США) занимаясь рытьём колодца, обнаружили якобы хорошо сохранившиеся окаменелые останки человека трёхметрового роста. Было объявлено, что находка датируется библейскими временами и представляет собой останки коренного жителя Америки. Владелец земли, Уильям Ньюэлл, через несколько дней после открытия начал взимать плату с желающих посмотреть на находку в 25 центов, вскоре удвоив её.
Хотя археологи объявили, что останки никак не могут быть подлинными, ажиотаж газет вокруг открытия остановить не удалось, а некоторые христианские проповедники даже стали защищать её подлинность.
Идея мистификации принадлежала Джорджу Халлу, атеисту, который таким образом ответил спорившему с ним священником-методистом, упорно защищавшим строки в Книге Бытия, которые говорили о гигантах, населявших Землю. Первоначально Халл нанял рабочих, чтобы в Форт-Додж, штат Айова, извлечь гипсовый блок длиной 12 футов (3,7 м), который, как он утверждал, пойдёт на строительство памятника Аврааму Линкольну в Нью-Йорке. Затем он доставил блок в Чикаго, где нанял каменотёса Эдварда Бурхгарта, который вырезал из камня скульптуру человека, предварительно поклявшись хранить тайну. Чтобы тело выглядело натуральным, его искололи штопальной иглой — образовавшиеся ямки имитировали поры на поверхности кожи, и с помощью чернил и серной кислоты изобразили «вены». Скульптура в ноябре 1868 года была доставлена на ферму его двоюродного брата Уильяма, где закопана под корнями дерева. Спустя год рабочие,  якобы нанятые для рытья колодца, обнаружили скульптуру.
Скульптура была продана Халлом за 30 тыс. долларов США группе из пяти человек. В это время гигантом заинтересовался Финеас Барнум, который, предложив за него 60 тыс. и получив отказ, нанял человека, который тайно сделал копию гиганта. Впоследствии он выставлял его в своём музее, заявляя, что это подлинный гигант, а Кардиффский — поддельный. 10 декабря 1869 года Халл официально признался прессе в том, что совершил мистификацию, а 2 февраля 1870 года оба гиганта в суде были признаны поддельными. Несмотря на это, Барнум сумел заказать гипсовую копию статуи, которую затем выставлял в чикагском музее Wood's, а также нью-йоркском Зверинце (предшественнике Зоопарка Центрального парка).
В 1901 году Кардиффский гигант выставлялся на Панамериканской выставке, но не привлёк особого внимания. Позже его купил издатель из Айовы для украшения своего жилища, а в 1947 году продал его Музею фермеров в Куперстауне, Нью-Йорк, где он экспонируется до сих пор.
Кардиффский гигант упоминается в ряде художественных произведений, а в 2011 году был воспроизведён.

## Упоминания в литературе
- Марк Твен, «История с привидением»
- Рэй Брэдбери, «Где-то играет оркестр»
- Говард Лавкрафт и Хейзел Хелд, «Вне времени»
- Стивен Кинг, «Почти как „бьюик“»